# Fenotipo ontogénico
Se llama fenotipo ontogénico a la continua transformación fenotípica de un ser vivo a lo largo de su autopoiesis, desde la concepción hasta la muerte, que surge en la realización de un modo de vida particular. 
Se distingue del tradicional concepto fenotipo, el cual se ha referido a la configuración en un instante del organismo explicada por la suma del ambiente + genotipo.
- Datos: Q5858680